# Ange en exil

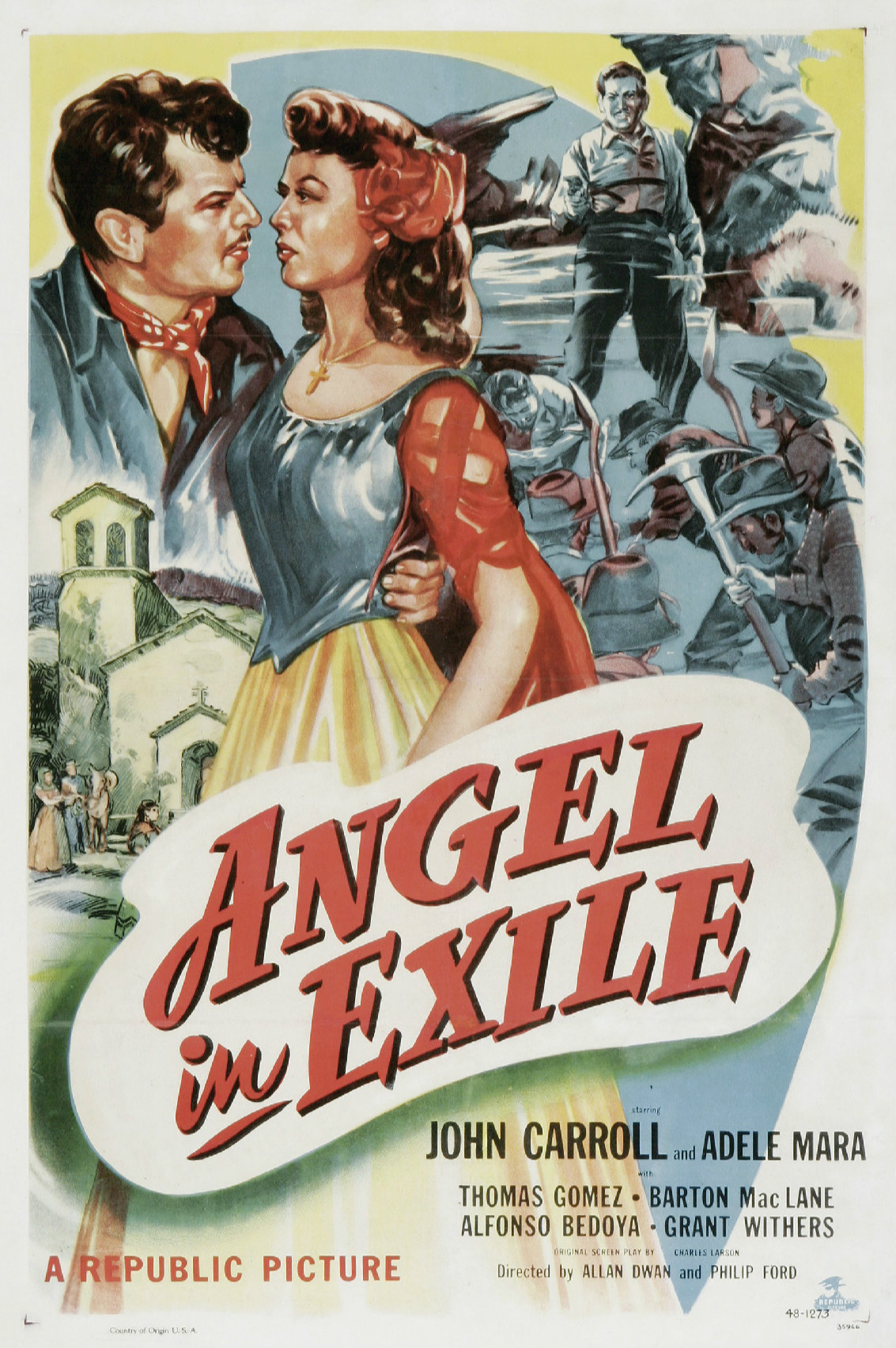
Poster de l'Ange en exil en anglais.

Ange en exil (titre original : Angel in Exile) est un film américain réalisé par Allan Dwan, sorti en 1948.

## Synopsis
Californie, 1939. Le gangster Charlie Dakin vient de purger sa peine. À la sortie du pénitencier, son ami Ernie Coons vient le chercher en voiture. Ce dernier a dissimulé leur butin - de la poudre d'or - dans une mine désaffectée de l'Arizona. Mais ils sont filés par deux autres complices, Giorgo et Spitz, qui cherchent à savoir où se trouve la cachette. Parvenus dans la mine, Charlie et Ernie constatent qu'elle se situe aux alentours de San Gabriel, un village espagnol fondé par les Jésuites et dont les habitants célèbrent le culte de la Dame Bleue, résurgence d'une aristocrate qui, une fois par siècle, accomplirait un miracle.
Dakin, après avoir effectué les nécessaires formalités d'enregistrement de la mine au cadastre, se voit confronté avec son comparse à un chantage de la part de Higgins l'employé de bureau qui exige une part de l'or volé en échange de son aide pour écouler l'or. Arrivés à la mine ils y rencontrent le Dr Chavez et sa fille avec lesquels ils se lient d'amitié. Les deux hommes font alors croire aux habitants de San Gabriel que la mine n'est pas épuisée et que du métal précieux s'y trouve encore. Crédules, les villageois considèrent Charlie comme un envoyé de la Dame Bleue. Giorgo et Spitz, les deux autres complices, font alors leur apparition et contraignent les trois autres à un nouveau partage. Au moment où se propage une épidémie de typhoïde, Charlie joue un rôle crucial au village grâce à ses récits imaginaires sur une prétendue rencontre avec la Dame Bleue. Une tuerie féroce a lieu alors que la bande se prépare à quitter la mine après avoir reçu la totalité de l'argent de Higgins qui a vendu l'or au Trésor US. Unique survivant du carnage, Charlie fait avertir le shérif et lui demande de récompenser les villageois avec l'argent.

## Fiche technique
- Titre original : Angel in Exile
- Titre en Belgique : Un ange en exil[1]
- Réalisation : Allan Dwan, Philip Ford
- Scénario : Charles Larson (en)
- Photographie : Reggie Lanning
- Direction artistique : Frank Arrigo
- Scénographie : John McCarthy, Jr. (en), George Milo (en)
- Costumes : Adele Palmer
- Musique : Nathan Scott
- Montage : Arthur Roberts
- Production : Herbert J. Yates,
- Société de production : Republic Pictures
- Pays d'origine :  États-Unis
- Durée : 90 minutes
- Format : Noir et blanc - 1,37 : 1
- Sortie : 3 septembre 1948 aux États-Unis

## Distribution
- John Carroll : Charlie Dakin
- Adele Mara : Raquel Chavez
- Thomas Gomez : Docteur Esteban Chavez
- Barton MacLane : Max Giorgo
- Alfonso Bedoya : Ysidoro Alvarez
- Grant Withers : le shérif
- Paul Fix : Carl Spitz
- Art Smith : Ernie Coons
- Howland Chamberlain : S. H. Higgins, l'employé de bureau

## Commentaires
Selon Michael Henry Wilson, « La tonalité des films de Dwan n'est pas définie par leur appartenance à un genre », Angel in Exile semble confirmer ce point de vue. Le film « mélange des structures hétérogènes - récit policier et violent, conte semi-fantastique situé dans un lieu magique à la limite de l'irréel, allégorie morale sur la rédemption d'un hors-la-loi ».
Dwan est avant tout un conteur, indique Michael Henry Wilson et « chaque fois que possible, il tire ses projets vers la fable, l'apologue, la parabole. [...] un scénario routinier peut prendre la forme d'une fable. Mieux que tout discours, les péripéties de la fiction en viennent à illustrer l'inanité des conventions, l'arbitraire des préjugés, la relativité des jugements que l'homme porte sur ses semblables ». Dans Angel in Exile, Dwan décrit « l'itinéraire du larron qui, venu chercher son butin dans un pauvre pueblo, est pris pour un miracle man ; grâce à cette aura de saint, il en vient à se comporter en thaumaturge et finit par abandonner l'or à ses ouailles ».
« On remarque que Dwan n'a même pas besoin de grands acteurs ni de beaucoup d'argent pour parvenir à ses fins : rendre les spectateurs pareils à des enfants, suspendus à la voix du conteur, attendant tout de son expérience et de sa sagesse », conclut Jacques Lourcelles.